# Честер Лејк
Детектив Честер Лејк је измишљени лик који је тумачио Адам Бич у америчкој криминалистичкој драмској телевизијској серији Ред и закон: Одељење за специјалне жртве на НБЦ-у. Лејк је први детектив индијанског порекла у било којој Ред и закон серији. Први пут се појавио током осме сезоне како ради са Одељењем за специјалне жртве њујоршке полиције у Бруклину. На крају сезоне прешао је у Менхетнски ОСЖ где је био ортак Фину Тутуоли (Ајс Ти) током девете сезоне. Лејк је ухапшен на крају сезоне у епизоди "Хладноћа" пошто је убио колегу полицајца.
Бич је упознао творца серије Дика Волфа док је снимао филм Забиј ми нож у срце и убрзо након тога је постао члан главне поставе. Међутим, брзо се осетило да је у глумачкој постави превише детектива, а лик Лејка је исписан након само једне сезоне. Лик је био непопуларан код гледалаца, а пријем Лејка је био уопштено негативан.

## Биографија лика
Лејк је индијанског порекла, народа Мохавк, а његова породица је поколењима живела у Њујорку. Сваки мушки члан његове породице у претходна три колена био је гвожђар. У неком тренутку у прошлости, био је усвојено дете.
Лејк се некада такмичио као вештак мешовитих борилачких вештина почетник под именом "Наптим", али је то напустио као могућност каријере пошто је покидао предњу укрштену везу. Лејк је први пут виђен у епизоди осме сезоне „Човек споља“ као детектив Одељења за специјалне жртве у Бруклину који помаже Фину Тутуоли (Ајс Ти) на случају који укључује наводно силовање на факултету који похађа Финин син. На крају сезоне, у епизоди "Зајебано", капетан Доналд Крејген (Ден Флорек) пребацује Лејка у ОСЖ Менхетна како би помогао у решавању великог броја случајева док је неколико детектива из одељења под истрагом. Лејк је био ортак Тутуоли када је прешао.
Лејк постаје главни лик у 9. сезони. У епизоди "Аватар" Лејк је приказан као сакупљач ретких књига. Током те исте епизоде откривено је да је власник књижаре Грегори Сирл, силоватељ и отмичар у случају. У епизоди "Харм" је приказано да често пати од несанице против које покушава да се избори ноћним шетњама градом. Покупио је делове података током својих шетњи, међу којима су бука одређених индустријских постројења и сазнање о томе које ресторане више воле различите етничке скупине, повремено је користио одељење да унапреди своје истраге. Током епизоде „Свенгали“, Лејк је доживео потрес мозга када је у просторији одељењу пукла цевна бомба скривена у пици. Упркос противљењу, он је пребачен у болницу. Док је вршио надзор, успео је да пронађе бомбаша који је нападао Бенсонову у њеном стану, али је успео да добије појачање да јој помогне. У епизоди "Туча", Лејк користи своју прошлост у хранитељству да помогне двојици браће која су оптужена за злочин. Пошто су браћа проглашена невиним, Лејк је повукао неке конце како би осигурао да остану на факултету и планирао је да их поново споји са мајком. Међутим, Фин ју је пронашао мртву и Лејк их је уместо код ње одвео у "Црвени јастог" пошто је она то сама желела да уради.
На крају 9. сезоне у епизоди "Хладноћа", откривено је да је Лејк био присутан на састанку појединаца под називом "Видоково друштво" у Филаделфији који деле податке о "хладним" случајевима убистава. Касније је нестао пошто је упуцао и убио колегу полицајца који је био осумњичен да је деценију раније силовао двоје избеглица који су противзаконито прешли границу. Лејк, који је пронашао преживелу жртву, ухапшен је због убиства. Међутим, више доказа довело је до открића да је на Лејка пуцао неко други и да је полицајца убио у самоодбрани, а то је довело до другог осумњиченог, колеге полицајца који је и раније био свиреп. Након застоја пороте у случају другог осумњиченог, Лејк је пронађен како стоји изнад тела осумњиченог и поново је ухапшен због убиства.

## Развој лика
Адам Бич је упознао творца серије Дика Волфа док је снимао филм који је продуцирао Волф Забиј ми нож у срце. Иако је улога требало да буде само гостујућа улога у једној епизоди, Волф је био толико задивљен Бичевом посвећеношћу и потпуним уживљавањем у једну од централних улога у филму да је Бичу понудио главну улогу у ОСЖ-у. Бич је у почетку био узбуђен због улоге, називајући је својом „улогом из снова“ и рекавши да се осећа као да показује да може да ради одличан посао на телевизији и у играним филмовима. Такође је сматрао да ће то омогућити нове прилике за индијанске глумце у телевизијским серијама.
Међутим, брзо је постало очигледно да Лејк није успео у лику. Сматрало се да је у серији било превише детектива и да то одузима време пред екраном Бичевим колегама глумцима Ричарду Белзеру и Ајсу Тију. Одлучено је на крају девете сезоне да се Лејк испише из серије у настојању да се жижа серије врати на главну глумачку екипу. Нил Бир је рекао да је одлазак био обостран и пријатељски, а Бич је рекао да је уживао у години у ОСЖ-у, али да се радује "новим пустоловинама".

## Пријем
Реаговање на Лејка је било негативно. Сузан Грин и Ренди Даун, писци књиге Ред и закон: Одељење за специјалне жртве − Незванични пратилац, сматрале су да Лејк никада није у потпуности прихваћен од стране гледалаца ОСЖ-а. Осећали су да је његово присуство било осмишљено да би се избацио један од два дугогодишња миљеника из глумачке поставе, или Ричард Белзер или Ајс Ти, и да то није учинило ништа да га заволи публици. Моли Вилоу из часописа Колумбо се сложила да је Лејк одузео време Белзеровом лику Џону Манчу и на најаву Бичевог одласка рекла је да је „Манч ионако бољи“.